# Melipona beecheii
El jicote manso o jicota estrella (Melipona beecheii), también conocida como cuco real, criolla, mosca de la virgen o simplemente abeja sin aguijón,
 es un insecto himenóptero de la familia de los ápidos y una de las setenta y tres especies del género Melipona. Es una especie de abejas eusociales sin aguijón. No tienen un comportamiento agresivo, carecen de muda y su colmena es permanente, cuyas colonias oscilan entre decenas a miles de integrantes. Esta especie se distribuye geográficamente al norte del Neotrópico, desde la costa del Pacífico mexicano, el Petén (Guatemala) y las Antillas Mayores (Cuba) hasta el Golfo de Nicoya (Costa Rica).
En México, su mayor concentración se localiza en la Península de Yucatán; hogar de veinte especies nativas de abejas sin aguijón, donde la M. beecheii es la de mayor importancia sociocultural. Este meliponino se reporta en las regiones de la Costa del Golfo (estados de Tabasco, Tamaulipas y Veracruz), en la Costa del Pacífico (Chiapas, Jalisco, Michoacán, Nayarit y Oaxaca) y algunas poblaciones dispersas en Zacatecas y San Luis Potosí.
Durante la época virreinal, la producción de miel y cera fue exportada a Europa.

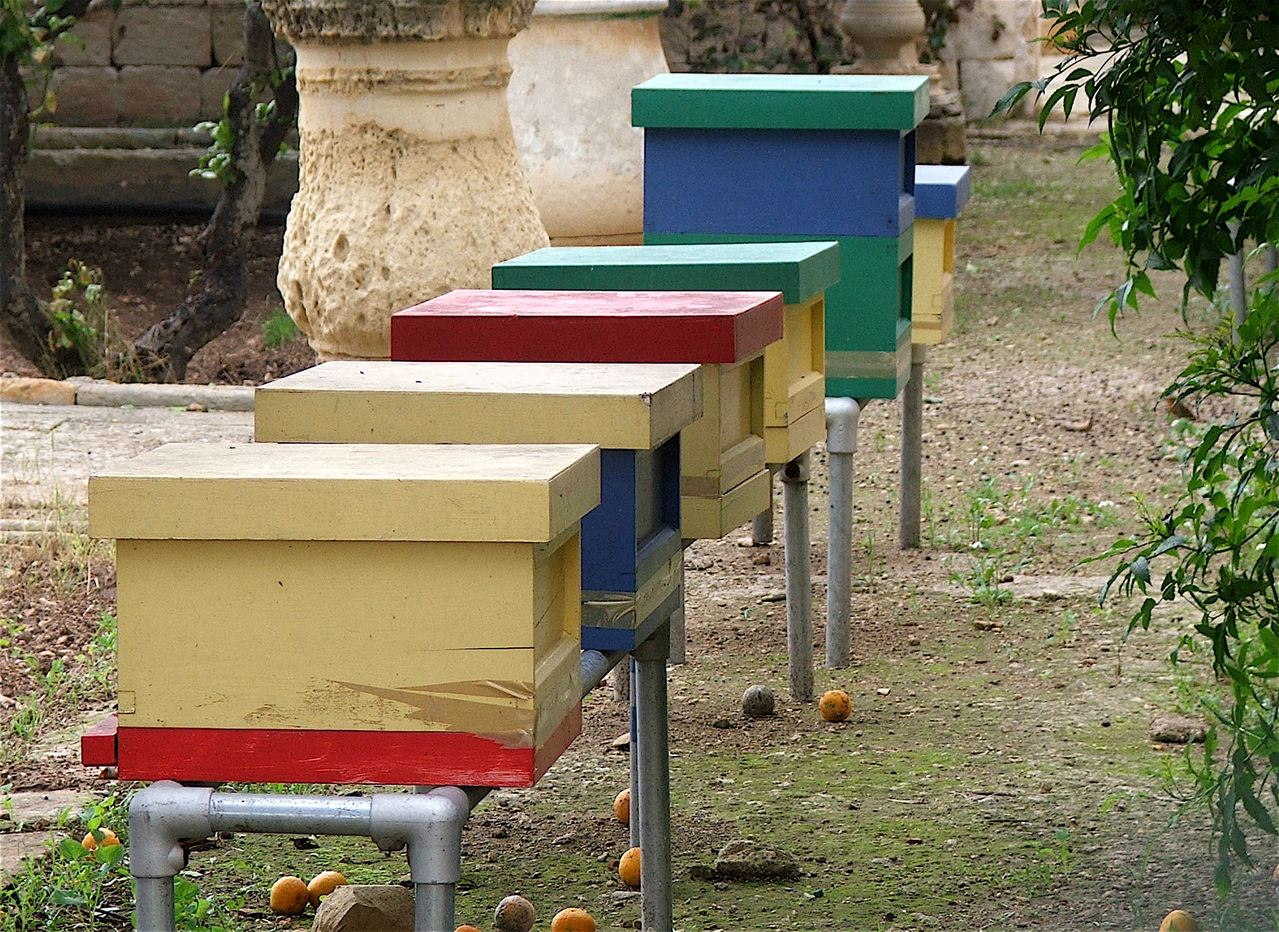
Colmenas.

## Nombres comunes
En las regiones del sur de México y Centroamérica, las especies de la tribu Meliponini reciben la denominación genérica de jicote o jicota (del náhuatl: xīcohtli ‘abeja, abejorro, avispa’), de la cual derivan vocablos específicos para cada especie.

### Costa Rica
En las provincias de Guanacaste, Puntarenas, Alajuela y San José (Costa Rica) y Nicaragua se le conoce como jicote gato, debido a los tonos claros o verduzcos de sus estructuras oculares.

## Meliponicultura en México
En los Estados Unidos Mexicanos, existen cuarenta y seis especies conocidas de abejas sin aguijón distribuidas en diecisiete géneros, donde los meliponinos representan el 15% del total. Se disponen en las regiones de la Costa del Golfo (estados de Tabasco, Tamaulipas y Veracruz), en la Costa del Pacífico (Chiapas, Jalisco, Michoacán, Nayarit y Oaxaca) y algunos grupos dispersos en Zacatecas y San Luis Potosí; sin embargo, su mayor concentración se localiza en la Península de Yucatán; hogar de veinte especies nativas de abejas sin aguijón, seis de las cuales son aprovechadas por la producción de miel y cera desde la época precolombina por los grupos mayenses de las tierras bajas. Durante la época virreinal, la producción de miel y cera fue exportada a Europa.
Por sus características sociales la xunán kab fue la especie favorita que cultivaron los mayas, algunas de las otras especies cultivables son tsets (Melipona yucatanica), kantsac (Scaptotrigona pectoralis), sacxic (Trigona nigra nigra), us -cab (Plebeia frontalis) y bo'ol (Nannotrigona perilampoides).
Se adaptan fácilmente a colmenas artificiales y su comportamiento no es agresivo. Cuando la abeja reina es fecundada no puede volar. Por tal motivo, a diferencia de otras especies, no abandona el sitio de su crianza. Son resistentes a los parásitos y enfermedades que padecen la Apis mellifera.
En el siglo XX la introducción y explotación de otro tipo de abejas más productivas, como Apis mellifera o abeja doméstica, provocaron una disminución del 93% de colmenas de la Melipona beecheii o xunan kab.

## En la cultura
En maya yucateco recibe el nombre de kolel-kab ‘dama de la miel’ y xunáan kab ‘abeja sin aguijón’ para referirse genéricamente a las especies relacionadas. Tanto el dato arqueológico y etnohistórico denotan la importancia de la Melipona beecheii entre los grupos mayenses de la península de Yucatán antes de la conquista. La abeja sin aguijón y su crianza estuvieron presentes en la sociedad maya de las tierras bajas, tradiciones que se han mantenido intactas durante al menos seis siglos.
La meliponicultura se practicaba con regularidad en virtud de la extracción de miel y elaboración de cera para distintos fines, productos muy valiosos con distintas aplicaciones. Las colonias eran situadas alrededor de las viviendas en troncos huecos denominados jobones, elaborados con árbol de ramón (Brosimum alicastrum), pich (Enterolobium cyclocarpum) o tzalam (Lysiloma latisiliquum). Asimismo, los individuos encomendados a esta empresa efectuaban una fiesta religiosa en el mes de tzec —la quinta veintena del haab'—, en la cual se rendía honor a Hobnil, bacab del sur. El himenóptero fue sacralizado en la mitología, es el caso de dos deidades fundacionales asociadas a los rumbos del universo representadas como abejas: Muzencab y Ah Muzencab. Permiten constatar su relevancia excavaciones arqueológicas que han investigado jobones (colmenas) y grupos de colmenares prehispánicos, también representaciones artísticas de los himenópteros en incensarios y documentos pictóricos como en el códice Madrid (c. med. o f. del s. xv d. C.), uno de los cuatro códices precoloniales de procedencia maya. En los almanaques de cotidianeidad se muestra el cuidado de abejas sin aguijón así como la extracción de su miel.

### Citas
1. 1 2  Friese, H. (1916). «Zur Bienenfauna von Costa Rica (Hym.)». Stettiner Entomologische Zeitung (en alemán) 77: 287-348. BHL page 8826443. Consultado el 16 de enero de 2025.
2. ↑  Guérin-Méneville, F. (1835). Iconographie du règne animal de G. Cuvier, ou, Représentation d’après nature de l’une des espèces les plus et souvent non encore figurées de chaque genre d’animaux: avec un texte descriptif mis au courant de la science: ouvrage pouvant servir d’atlas a tous les traites de zoologie (en francés) 3. París: Chez J.B. Baillière. p. 462. OCLC 6053174. doi:10.5962/bhl.title.10331. Consultado el 16 de enero de 2025.
3. ↑  Friese, H. (1900). «Neue Arten der Bienengattungen Melipona Ill. und Trigona Jur.». Természetrajzi füzetek (en latín) 23 (3-4): 381-394. Consultado el 16 de enero de 2025.
4. ↑  Villegas, B. Y. (8 de agosto de 2022). «Jicote manso (Melipona beecheii)». Enciclovida. CONABIO. Fuente: CONABIO (descripción). Consultado el 23 de julio de 2025.
5. ↑  
CONABIO, 2021; Fonte et al., 2012, p. 334; Hellmuth et al., 2024, p. 7.
6. ↑  
Fonte et al., 2012, p. 334; ITIS, 2020; Quezada-Euán, 2018, p. 13.
7. ↑  
CONABIO, 2021; Bacab y Canto, 2020, p. 154.
8. 1 2  León, 2022, p. 7.
9. ↑  León, 2022, p. 1, 8.
10. ↑  
León, 2022, p. 7; Quezada-Euán, 2018, p. 13.
11. 1 2  Melipona beecheii; Apicultura Wiki. Consultada el 25 de marzo de 2013.
12. ↑  
  - Gómez, G. «jicote». Diccionario breve de mexicanismos. Academia Mexicana de la Lengua. Consultado el 2 de febrero de 2025.
  - Real Academia Española. «jicote». Diccionario de la lengua española (23.ª edición). Consultado el 1 de febrero de 2025.
  - «jicote». Diccionario de americanismos. Asociación de Academias de la Lengua Española. 2010. Consultado el 1 de febrero de 2025.
13. ↑  
  - «Preservación de la abeja Melipona beecheii». Proyecto de Restauración Ambiental San Lorenzo. San José. Consultado el 02/02/2025.
  - Ramírez, 2021, p. 6
  - Luna et al., 2024, tabla 1
14. ↑  León, 2022, p. 1, 7.
15. 1 2  «Melipona beecheii, una abeja sin aguijón de la península de Yucatán». Boletín ASERCA Regional Penisular. SAGARPA. 2011. Archivado desde el original el 25 de noviembre de 2012. Consultado el 25 de marzo de 2013.
16. ↑  «La abeja melipona, el insecto sagrado para los mayas». El Universal (Ciudad de México). 19 de mayo de 2022. Consultado el 21/06/23.
17. 1 2  Bacab y Canto, 2020, p. 154.
18. ↑  Sotelo, 2021, p. 4.
19. ↑  González Torres, 1995, p. 1.
20. ↑  Medina Medina, Luis. «Meliponas in Yucatan, Mexico». Universidad Autónoma de Yucatán (en inglés). Archivado desde el original el 5 de mayo de 2017. Consultado el 25 de marzo de 2013.
21. ↑  
Vail, 2013, p. 13; Sotelo, 2021, p. 4.